# Marc Biosca i Barba
Marc Biosca i Barba (Terrassa, 7 de gener del 1844 - 18 de desembre del 1908) va ser músic, organista, compositor i mestre de capella.

## Biografia
Gràcies a una "Libreta de composición" que se n'ha conservat se sap que el 1859 era escolà de l'Escolania de Montserrat. Començà a fer d'organista de la basílica del Sant Esperit de Terrassa el 2 de febrer de 1873 de forma interina, i deu anys després n'esdevingué oficialment organista i mestre de capella, càrrec que assumí fins al 1903.
Va ser professor de solfeig i música de diverses generacions de terrassencs (l'any 1881, per exemple, tenia 87 alumnes) i aquest fet contribuí a fer que Terrassa pogués comptar amb tres orquestres —"Els Catalans", "Els Àngels" i "Els Trullassus"—, i a la dinamització general de la vida musical de la ciutat. Es considera la Capella-Escola de Música de la seva època com la precursora de la futura Escola Municipal de Música de Terrassa (que es fundaria el 1909). Entre els seus deixebles es poden esmentar Pau Arnau (?-1911, primer director de l'Escola Municipal de Música), Joan Cristòbal i Alfons Pinell.
Els darrers anys de Marc Biosca al capdavant de la Capella-Escola van venir marcats pel deteriorament de la seva salut a causa d'una malaltia crònica del pulmó, que sovint li impedia exercir el càrrec de mestre. L'abril del 1902 se li concedí una llicència de tres mesos, ja que per la curació necessitava absentar-se una temporada de Terrassa, i va ser substituït temporalment pel seu fill, Joaquim Biosca i Arnella. L'Escola va entrar en una etapa de baixos resultats i manifesta desorganització. Passat un temps i adonant-se que la malaltia l'incapacitava per seguir en el càrrec, el 16 de desembre Marc Biosca adreçà una instància a la Comissió d'Instrucció Pública explicant que per l'edat i sobretot per la seva delicada salut no podia desenvolupar els càrrecs de mestre de música, organista i mestre de la Capella tal com ho hauria de fer. En conseqüència demanava autorització per deixar la plaça i ser substituït per una persona que reunís les condicions necessàries. El ple del 30 de desembre acceptà la dimissió, i el 4 de gener del 1904 el professor de piano Isidre Mogas i Palet va ser nomenat per ocupar el càrrec.
Marc Biosca conreà diversos gèneres: misses, motets, salves, Stabat Maters, rosaris, villancets, àries per a veu i orquestra i literatura devocional. Va dur a terme una adaptació del Stabat Mater de Rossini del 1832, en el tercer terç del XIX en el “Stabat a 3 y Acptº de Armonium” (CatTer, 609). Compongué força peces de música sacra, 56 de les quals conservades al fons musical de la catedral-basílica del Sant Esperit de Terrassa (TerC), i ballables que es conserven a l'Escola Municipal de Música de Terrassa. N’hi ha un conjunt de 8 que, d’acord amb els trets paleogràfics, els quals concorden amb l’escriptura de Marc Biosca.

## Obres
selecció
- Ària per a veu i orquestra (1863) (TerC: Au- 71)
- Cant espiritual per a veu, violoncel i harmònium (tercer terç del s. xix) (TerC, Au- 72)
- Cor per a veus blanques i orquestra (darrer quart del s. xix) (TerC, Au-73)
- Goigs a sant Llàtzer (tercer terç del s. xix), a la Puríssima Concepció (1866), a la Verge del Carme de l'Hospital de Terrassa (darrer quart del s. xix), a la Mare de Déu de Montserrat (tercer quart del s. xix), al Mes de Maria (tercer terç del x. xix), a sant Josep i a sant Roc (1899), a la Mare de Déu de Montserrat (1861) (TerC, Au- 74, Au-75, Au-76, Au-77, Au-78, Au-79, Au-80)
- Himne per a 3 veus i orgue (tercer terç del x. xix) (TerC, Au-81, Au-83)
- Himne Montserratí, a 3 veus i orgue, amb lletra de Manuel Ribot i Serra (darrer quart del x. xix) (TerC, Au-82, Au-84)
- Marxa per a piano (tercer quart del x. xix) (TerC, Au-85, Au-86)
- Missa per a 3 i 6 veus i instruments (tercer quart del s. xix) (TerC, Au-87)
- Motet per a 2 veus i orgue (darrer quart del s. xix) (TerC, Au-88, Au-89, Au-90)
- Motet per a 3 veus i orgue amb lletra de Manuel Ribot i Serra (1862) (TerC, Au-91)
- Missa de Rèquiem per a 3 veus i instruments (darrer quart del s. xix) (TerC, Au-92)
- Missa de Rèquiem per a 4 veus i instruments (darrer quart del s. xix) (TerC, Au-93)
- Rosari (1866), per a 3 veus i acompanyament (TerC, Au-97, Au-98, Au-99, Au-100, Au-101, Au-102, Au-103, Au-104)
- Sacris, Tantum ergo i Genitori per a 3 veus i orgue (tercer terç del s. xix) (TerC, Au-106, Au-107)
- Salve Regina (1861), per a tres veus i orgue (TerC, Au-114)
- Salve Regina (1866), per a tres veus, dos cors i orgue (TerC, Au-115)
- Vals fácil, para piano forte (TerC, Au-130)